# بوابة السحاب
بوابة السحاب (بالإنجليزية: Cloud Gate)‏ هو تمثال عام نحته الفنان الهندي الأصل البريطاني الجنسية السير أنيش كابور، يقع في ساحة أي تي اند تي في حديقة الألفية في شيكاغو، إلينوي. تم بناء بوابة السحاب بين 2004 و2006، ويطلق على النحت أيضاً اسم حبة الفول (بالإنجليزية: The Bean) بسبب شكله، وهو اسم لم يعجب كابور في البداية، لكنه أحب هذا الاسم في وقت لاحق. يتكون البناء من 168 لوحة من الفولاذ المقاوم للصدأ ملحومة معًا، ولا يحتوي الجزء الخارجي المصقول على تشققات ملحوظة. الأبعاد الكاملة للتمثال هي (10 متر * 20 متر * 13 متر)، ويصل الوزن الكامل إلى 110 طن.
السطح الخارجي للنحت يعكس ويحرف أفق المدينة بطريقة جميلة. يستطيع الزوار المشي بجانب وتحت قوس بوابة السحاب الذي يصل طوله إلى 3.7 متر. في الجانب الداخلي يوجد غرفة مقعرة تغير وتضاعف الانعكاسات. بوابة السحاب هو معلم مشهور لدى السياح ويوفر فرصة لالتقاط الصور التذكارية لخصائصه العاكسة الفريدة.